# Emanuele Ponzio
Emanuele Ponzio (Milano, 12 novembre 1877 – Jesi, 16 aprile 1918) è stato un militare e marinaio italiano, che durante il corso della guerra italo-turca eseguì numerose missioni di guerra a bordo dei dirigibili. All'ottobre 1912 aveva compiuto per un totale di 174 ascensioni con 288 ore di volo, di cui 43 ascensioni di guerra per 68 ore. Decorato con la Croce di Cavaliere dell'Ordine militare di Savoia, quella di Cavaliere dell'Ordine della Corona d'Italia e quella di Cavaliere dell'Ordine dei Santi Maurizio e Lazzaro.

## Biografia
Nacque a Milano il 12 novembre 1877. Arruolatosi nella Regia Marina, nel 1892 fu ammesso a frequentare la Regia Accademia Navale di Livorno, da cui uscì con il grado di guardiamarina nel 1897. Imbarcatosi dapprima sulla nave da battaglia Sicilia, passò poi sull'incrociatore corazzato Carlo Alberto, a bordo del quale partecipò alla campagna navale nell'America del Sud, svoltasi tra il 1898-1899, e a quella dell'Estremo Oriente (1899-1900). Promosso tenente di vascello nel 1903, si imbarcò in successione sugli incrociatori Cristoforo Colombo, e Amerigo Vespucci, e sui sommergibili Glauco e Foca di cui fu comandante. Appassionatosi al mondo dell'aviazione, nel 1910 frequentò il corso per dirigibilisti a Vigna di Valle, conseguendo il relativo brevetto. Volò a bordo dei dirigibili P.1, P.2 e P.3, eseguendo voli di trasferimento da Vigna di Valle a Campalto-Venezia 29 settembre-2 ottobre 1910) come timoniere, Campalto-Casale e ritorno. Il 30 agosto 1911 eseguì un volo dimostrativo trasportando, insieme al comandante, tenente di vascello Guido Scelsi, e al sottotenente di vascello Bruno Brivonesi,a bordo del dirigibile P.2 il sovrano Vittorio Emanuele III e il suo Aiutante di campo, contrammiraglio Paolo Thaon de Revel. Dopo lo scoppio della guerra italo-turca, avvenuta il 3 novembre dello stesso anno, partì per la Libia eseguendo le prime ascensioni di guerra nel marzo 1912. Volò sui dirigibili dapprima come ufficiale di bordo, e poi come comandante di aeronave, dal 22 agosto al 17 settembre 1912, e poi fu direttore del cantiere aeronautico di Tripoli.
Decorato con la Croce di Cavaliere dell'Ordine militare di Savoia per le 45 missioni di guerra, dall'agosto 1913 comandava l'M.2 Città di Ferrara di Ferrara ed in seguito riprese servizio in mare. 
All'atto dell'entrata in guerra del Regno d'Italia, avvenuta il 24 maggio 1915, si trovava al comando del sommergibile Otaria, ma ne mese di settembre andò a Milano per assumere il comando del dirigibile F.4, allora in fase di realizzazione e poi in servizio a Ferrara dall’ottobre 1916 al maggio 1917. Promosso capitano di corvetta nel 1916, nel marzo dell'anno successivo fu trasferito a Venezia, per assumere l'incarico di Direttore dei servizi aeronautici, sostituito dal tenente di vascello Francesco Cappa.
Al 1º giugno 1917 era osservatore della 251ª Squadriglia.
Perse la vita in un incidente automobilistico mentre si stava recando all'aeroscalo di Jesi per servizio il 16 aprile 1918.

### Annotazioni
1. ↑  Avvenuto al termine della grandi manovre del Regio Esercito tenutesi nel Monferrato. Per motivi di peso e di spazio della navicella, e data la presenza a bordo dei due passeggeri, il motorista fu lasciato a terra.

### Fonti
1. 1 2 3 4 5 6 7 8  Alberini, Prosperini 2016, p. 425.
2. 1 2 3 4  Mancini 1936, p. 502.
3. ↑  Marina Difesa.
4. 1 2 3  Ufficio Storico dell'Aeronautica Militare 1969, p. 156.
5. ↑  Sito web del Quirinale: dettaglio decorato.